# مریم الصالح
مریم الصالح (۱۰ ژوئیه ۱۹۴۶) بازیگر و کارگردان کویتی است. او فعالیت حرفه‌ای‌اش را در وزارت بهداشت آغاز کرد، سپس به رادیو پیوست و از آن‌جا راه خود را به سوی تئاتر و تلویزیون گشود. استعداد هنری او از کودکی آغاز شد، زمانی که برای نخستین بار به عنوان دانش‌آموز مقطع ابتدایی در نمایش «اطاعت» در سال ۱۹۵۷، بازی کرد. او به همراه مریم غضبان، یکی از نخستین دو زن کویتی است که روی صحنهٔ تئاتر کویت حضور یافت. او همچنین نخستین کارگردان زن کویتی در رادیو است. اولین اثر رادیویی که ارائه داد، نمایش «قلب مادر» بود. سپس سال‌ها در برنامهٔ رادیویی مشهور «پنجره‌ای به تاریخ» در رادیو کویت حضور داشت. از اوایل دههٔ ۱۹۶۰ تاکنون، مریم الصالح در تعداد زیادی سریال تلویزیونی به ایفای نقش پرداخته است.

## زندگی و پیشه
مریم صالح حسن الصابری الکندری در ۱۰ ژوئیه ۱۹۴۶ (در برخی منابع ۱۰ ژانویه) در منطقهٔ شرق کویت متولد شد. در خانواده‌ای با پنج خواهر و برادر بزرگ شد. او از کودکی عاشق سینما بود و با تماشای فیلم‌های سینمایی پرورش یافت. استعداد هنری‌اش از دوران کودکی‌اش آغاز شد. اولین تجربهٔ بازیگری مریم الصالح در سن هشت سالگی و از طریق تئاتر مدرسه‌ای بود، جایی که فرصت یافت عشق خود به بازیگری را به واقعیت تبدیل کند. او در چندین نمایش مدرسه‌ای همراه با همکلاسی‌هایش در مدرسهٔ ابتدایی الشرقیة شرکت کرد و در نمایش «نمک غذا» نقش دختربچهٔ یتیمه‌ای به نام سمیره را ایفا کرد.مریم الصالح تجربیات نمایشی دیگری نیز در مدرسه ارائه داد، از جمله نمایش «اطاعت» در سال ۱۹۵۷. او به خاطر نقش‌آفرینی در این نمایش‌ها جوایز متعددی دریافت کرد، از جمله مدال طلای بهترین نقش در نمایشنامه.
با وجود استعدادهای هنری و علاقهٔ شدید به هنر، خانوادهٔ مریم الصالح او را مجبور کردند که بازیگری را ترک کند، امری که در آن زمان معمول و الزامی بود. مریم در وزارت بهداشت مشغول به کار شد. او منتظر فرصتی بود تا دوباره به بازیگری بازگردد تا این که با محمد النشمی، مسئول مؤسسه تئاتر و هنرها، ملاقات کرد. او به مریم اطلاع داد که گروه نمایشی به سرپرستی زکی طلیمات، تشکیل شده و به دنبال بازیگران زن می‌گردند. در ابتدا مادر مریم با پیوستن دخترش به گروه نمایشی مخالفت کرد، اما بعدها موافقت کرد و مریم همراه با دو برادرش به سالن تئاتر رفت و آمد می‌کرد. مریم در گروه زکی طلیمات شرکت کرد و تنها دختر میان ۵۰ پسر بود.
او در انستیتو مطالعات نمایشی تحصیل کرد و در سال ۱۹۶۸ موفق به دریافت دیپلم از این مؤسسه شد. پس از آن، در سال ۱۹۷۹ مدرک کارشناسی خود را در رشتهٔ بازیگری و کارگردانی از دانشکدهٔ عالی هنرهای نمایشی دریافت کرد. تحصیلات خود را ادامه داد و موفق به دریافت مدرک کارشناسی ارشد در رشته کارگردانی از دانشگاه بریستول در بریتانیا شد.
مریم الصالح برای اولین بار در نمایش «شاهین قریش» حضور یافت و بدین ترتیب به نخستین دختر کویتی تبدیل شد که حرفهٔ بازیگری را به‌طور جدی دنبال کرد و اولین دختری بود که روی صحنهٔ تئاتر در کویت رفت. پس از آن در بسیاری از نمایش‌ها شرکت کرد و وارد عرصهٔ رادیو شد، جایی که هم به عنوان بازیگر و هم کارگردان فعالیت داشت. سپس راه خود را به تلویزیون باز کرد و علاوه بر این‌ها، در زمینه نوشتن متن‌های نمایشی نیز تلاش کرد. با ورود به عرصهٔ رادیو، مریم الصالح نخستین کارگردان زن کویتی در رادیو شد. او نمایشنامهٔ «قلب مادر» را کارگردانی کرد که در آن بازیگرانی چون عصمت محمود، ناعسه الجندی و علی الزفتاوی به ایفای نقش پرداختند. مریم الصالح ابتدا در بخش موسیقی رادیو مشغول به کار شد، سپس به بخش برنامه‌های ویژه و نمایش‌های رادیویی منتقل گردید. او به مدت یک سال زیر نظر احمد سالم، مهند الانصاری، علی الزفتاوی و خالد الرندی آموزش کارگردانی رادیویی دید، که این فرصت با حمایت آمینه الانصاری، رئیس بخش آن زمان، فراهم شد.
مریم الصالح در عرصهٔ تئاتر در بیش از ۱۵ نمایش ایفای نقش کرده است، از جمله نمایش‌هایی چون «شاهین قریش»، «خلیفهٔ خندان»، «جنون بشر»، «مرا انتخاب کنید»، «دزد آخرین مدل»، «امشب محقان می‌رسد»، «کازینوی اُم عنبر» و دیگر آثار نمایشی.
او در بیش از ۵۰ اثر نمایشی موفق شرکت کرده است که بسیاری از تغییرات اجتماعی در کویت را به تصویر کشیده‌اند. او به ویژه در بازی نقش مادر درخشید. از جمله سریال‌های تلویزیونی که در آن‌ها بازی کرده است: «غواصی»، «الزیر سالم»، «وقتی برف‌ها مشتعل می‌شوند»، «دیوان سبیل»، «بهای عمرم»، «کارخانهٔ مردان»، «بازی بزرگان»، «گفت‌وگوهای زنان» و «وقتی خیلی دیر شده است».

## قضایای حقوقی
در سال ۲۰۰۸، میان او و حیات الفهد، اختلافی بر سر دستمزد یکی از سریال‌هایی که مریم در آن ایفای نقش کرده بود (به تهیه‌کنندگی حیات الفهد) پیش آمد. دادگاه بدوی در بخش مدنی، حکم داد که حیات الفهد باید مبلغ ۹۱۰۰ دینار کویتی به مریم الصالح بابت پرداخت‌های معوق دستمزدش بپردازد. مریم الصالح در سریال «تهمت ناروا» بازی کرده بود و دستمزد هر قسمت او ۵۰۰ دینار بود، اما این مبلغ به‌طور کامل پرداخت نشده بود. حیات الفهد نیز اعلام کرد که قصد دارد به این حکم اعتراض کند.

## جوایز
او نشان پیشگام تئاتر را از گروه تئاتر عربی در سال ۱۹۷۷ دریافت کرد، و در سال ۱۹۸۸ جایزهٔ نقره‌ای را برای نقش‌آفرینی در نمایش «العاقل یقول أنا» از گروه تئاتر مردمی در مراسم روز تئاتر عربی کسب نمود. همچنین از سوی گروه تئاتر مردمی به مناسبت چهلمین سالگرد تأسیس آن تکریم شد، و در پنجمین جشنواره تئاتر خلیجی در سال ۱۹۹۷ نیز مورد تقدیر قرار گرفت. در سال ۲۰۱۳ جایزهٔ مهم دولتی تقدیری را دریافت کرد و در هشتمین دورهٔ جشنواره تئاتر عربی در کویت در سال ۲۰۱۵ تکریم شد.

## زندگی شخصی
مریم الصالح با کارگردان کویتی، حسین الصالح، ازدواج کرد. حسین که در سال ۱۹۳۷ متولد شد، فعالیت هنری خود را با پیوستن به گروه تئاتر عربی آغاز کرد و در بسیاری از نمایش‌ها به‌عنوان بازیگر و کارگردان حضور داشت. حاصل این ازدواج دو فرزند به نام‌های نواف و صقر بود، اما این رابطه با جدایی پایان یافت و مریم پس از آن دیگر ازدواج نکرد.
در سال ۲۰۰۸، پس از بازگشت از حج، تصمیم گرفت حجاب بپوشد.اگرچه برخی او را هشدار دادند که این تصمیم ممکن است روی مسیر هنری‌اش تأثیر بگذارد، اما مریم به خواسته خود برای حجاب پایبند ماند. او گفت: «سه چهارم زنان کویتی محجبه هستند، و همان‌طور که زندگی شکل می‌گیرد، هنر نیز شکل می‌گیرد.» همچنین در یکی از مصاحبه‌هایش افزود: «زن باید حجاب کامل داشته باشد، و خداوند این را عزت، احترام، کرامت، زیبایی و پاکدامنی می‌داند. ما در این دنیا هستیم و چیزی پایدار نیست.»
در سال ۲۰۱۳، به بیماری سرطان سینه مبتلا شد و برای درمان به ایالات متحده آمریکا سفر کرد. روند درمان او حدود ۱۳ ماه به طول انجامید.